# Зависимые крестьяне

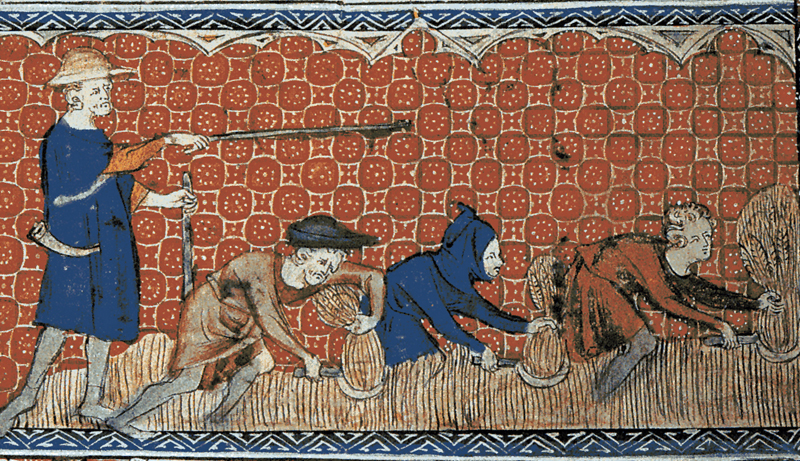
Работа крестьян под присмотром помещика. Средневековая миниатюра. Около 1310 г.

Зависимые крестьяне — общее название одного из двух основных социально-экономических классов средневекового общества эпохи классического феодализма. 
Зависимое крестьянство пришло на смену рабству античности. Основное отличие лично зависимого крестьянина крепостного от раба был тот факт что за первыми было признано право на жизнь, то есть за убийство крепостного феодал должен был теоретически понести уголовную ответственность по закону. Положение зависимого крестьянства варьировало по странам и регионам Европы, а также эволюционировало в зависимости от временного периода. На смену зависимым крестьянам и феодалам с распространением капитализма в XVII—XIX веках пришли наёмные рабочие и капиталисты. В отличие от рабов крестьяне могли заниматься коммерцией. Крестьянин сам по себе не мог быть продан, объектом купли-продажи являлась земля, к которой он был прикреплён.
Группой лично зависимых крестьян управляли землевладельцы, так называемые феодалы, защищавшие крестьян от нападений других феодалов как активными военными действиями, так и другими методами, например, предоставляя им защиту в стенах своего замка, торговые площади для ярмарок, складские помещения и так далее. 

## История
На территориях бывшей Римской империи и в Византии зависимое крестьянство развилось из промежуточного сословия — так называемых колонов поздней античности, которые в отличие от рабов были полусвободными арендаторами батраками, заселявшими окраины империи (Галлия, Испания). В средневековой Испании и Латинской Америке они стали именоваться пеоны. В германских и славянских землях, не знавших долговременного рабства, зависимость крестьян возникала в результате имущественно-ресурсного расслоения общества, а также под влиянием соседних (романских и восточных) регионов. Не все крестьяне средневековой Европы были зависимы от феодалов. Так в Византийской Анатолии жили военные крестьяне акриты. При этом рабство в средневековой Европе также было распространено во многих городах, хотя и в меньших по сравнению с классической античностью размерах. В целом, в X—XII вв. в Западной Европе сложились два главных класса средневекового общества: зависимые крестьяне и феодалы. Каждая группа имела свой образ жизни, своё мировоззрение и своё положение в обществе.

## Различия положения по странам
В некоторых северных странах с хуторским типом ведения хозяйства (Норвегия, Исландия) зависимые крестьяне не сложились как класс вообще. В каждой стране и даже регионе, где феодализм укрепился, зависимые крестьяне именовались по-разному. Их положение также сильно варьировалось. Так в Англии, заселённой германцами в VI веке, крепостничество (в российском понимании этого слова) было крайне слабым, и личные формы зависимости крестьян начали исчезать уже в XII—XIII веках, полностью ликвидировавшись к XV веку. Во Франции, знавшей классическое римское рабство, различные формы крепостничества сохранялись гораздо дольше — до конца XVIII века. В российской историографии зависимые крестьяне стали известны как крепостные. Интересно что в русские земли крепостничество пришло гораздо позже и соответственно отступило позже чем в Западной Европе.

## Этноязыковая стратификация
В ряде регионов, экономико-социальные роли феодальной формации чётко разделились по этноязыковому признаку: так католические венгры и мадьяризованные валахи составили класс помещиков и горожан Трансильвании, а православное романоязычное население было законодательно низведено до положения зависимого крестьянства. После падения Римской империи именно германцы составили основу военно-феодальной верхушки бывших провинций империи. В Прибалтике раздел также произошёл по линии германские рыцари-христиане с одной стороны балты (финно-угры)- язычники с другой. Этнические немцы также составили класс феодалов в славянских Чехии, Моравии, Словении, Померании, Пруссии и романской Швейцарии, поляки — на Украине, в Белоруссии, позднее, в Литве и Латгалии; англичане — в Ирландии; шведы в Финляндии.